# Карлссон, Сикан
Сикан Анна-Грета Карлссон (швед. Sickan Carlsson; 12 августа 1915 г.  –  2 ноября 2011 года) — шведская актриса театра и кино, певица.

## Биография
С 1930-х по 1950-е годы в Швеции Карлссон была самой популярной и самой высокооплачиваемой киноактрисой, её зарплата превышала зарплату даже самого популярного исполнителя мужских ролей. Она также была известной певицей и артисткой и выступала на сцене и в музыкальных ревю. Она была известна своими комедийными фильмами, которые достигли своего пика во время Второй мировой войны. Некоторые из её фильмов этого периода включают оптимистичные музыкальные номера, призванные поднять боевой дух утомленной войной аудитории. Персонажи, которые она изображала в послевоенные годы, часто были более сложными, чем те, которые она играла ранее, и в них было меньше певческих талантов. Её героиня была беззаботной, энергичной молодой женщиной, которая с оптимизмом сталкивалась с повседневными проблемами. Её фильмы были очень популярны и часто проходили в кинотеатрах с аншлагом.
Кинокарьера Карлссон наиболее тесно связана с двумя режиссёрами: Шамиль Бауман (в фильмах с 1945 по 1955) и Хассе Экман (1956-65). Хотя её помнили в основном за легкомысленные роли, она также умела изображать более мрачных персонажей, когда её просили. Одна из её самых известных драматических ролей была в 1961 году в «Люстгордене» (он же «Сад удовольствий»), для фильма сценарий был написан специально для неё Ингмаром Бергманом.
Однако Карлссон публично заявила, что она не против того, чтобы выступать в комедийных ролях, и гордилась тем, что ей дали роли, которые позволили ей рассмешить зрителей. Одними из её лучших фильмов являются «Det glada kalaset » (1946), «Skolka skolan» (1948), «Klasskamrater» (1952), «Sjunde himlen» (1956) и «Lustgården» (1961).

### Браки
Родившись в рабочей семье, она боролась за то, чтобы её приняли в среду высшего класса, и пережила два распавшихся брака. От первого брака с Йостой Рейтером родилась дочь Ингегард. Брак с бизнесменом Зельве Адамссоном, закончился его смертью в 1987 году.

### Более поздние годы
В 2005 году Карлссон была удостоена Почетной премии Гульдбагге на церемонии Гулдбагге в Швеции.

## Избранная фильмография
- 1992 — Кусинер и кубик (сериал)  С актёром и режиссёром Хассе Экман, рекламный ролик в конце 1950-х годов
- 1983 — Öbergs på Lillöga (сериал)
- 1973 — Anderssonskans Kalle i busform
- 1973 — Bröllopet
- 1972 — Anderssonskans Kalle
- 1965 — Никласонс (сериал)
- 1961 — Сад удовольствий
- 1959 — Химмель и Панкака
- 1959 — Фрекен Шик
- 1958 — Ты мое приключение
- 1957 г. — медсестра
- 1956 — Седьмое небо
- 1955 — Älskling på vågen
- 1954 — Dans på rosor
- 1952 — Класскамратер
- 1951 — шайба гетер
- 1950 — Frökens första сарай
- 1950 — Моя сестра и я
- 1949 — Сколка Сколан
- 1949 — Юнгфрун па Юнгфрусунд  Фото с автографом, середина 1940-х годов
- 1947 — Папа Сокес
- 1946 — Дет Гуля Каласет
- 1945 — Фликорна и Смоланд
- 1944 — Hans officiella fästmö
- 1944 — Грёна Хиссен
- 1943 — En flicka for mej
- 1942 — Flickan i fönstret mitt emot
- 1942 — Лойтнанцхъяртан
- 1941 — Landstormens lilla argbigga
- 1941 — сегодня или никогда
- 1940 — джентльмен
- 1939 — Ландсторменс Лилла Лотта
- 1939 — Ой, хватит!
- 1939 — Рена Рама Саннинген
- 1938 — Гром и Молния
- 1938 — Bara en trumpetare
- 1937 — русский грипп
- 1937 — O, en så'n natt  Сикан Карлссон в Södra Teatern, 1934
- 1937 — Кларт до унылого
- 1935 — Смоляннингар
- 1935 — Kärlek efter noter
- 1934 — Санген до хенне
- 1934 — Симон и Бакабо
- 1933 — Kära släkten
- 1932 — En stulen vals

## Источник и ссылки
- - Carlsson, Sickan; Sickan (autobiography), Bonniers, Stockholm, Sweden, 1977.
  - Holm, Crick; På tu man hand med filmidoler (chapter Sickan Carlsson), Medéns, Stockholm, Sweden, 1947.